# Освенцим (фильм)
«Осве́нцим» нем. Auschwitz — немецкий фильм-драма 2011 года, поставленный Уве Боллом.

## Сюжет
В начале фильма Уве Болл жалуется на отсутствие гражданского мужества современного немецкого общества, которое недостаточно интересовалось историей военных преступлений в эпоху нацизма. Чтобы доказать это, он интервьюирует группу школьников, как коренных немцев, так и выходцев из семей иммигрантов, задавая им вопросы о Второй мировой войне и Холокосте. Ответы мальчиков и девочек поражают: они мало информированы и не особо интересуются этими вопросами. Такие понятия, как концлагерь, СС, евреи, Гитлер, им тоже малознакомы — они даже часто не могут толком отнести их к определённой исторической эпохе (ответы варьируют — от XVI века до 1950-х гг.). После высказывания одного из школьников, что его бабушка неохотно говорит о тех временах, документальная часть заканчивается и начинается художественная.
Группа людей сидит в вагоне едущего поезда в страхе от того, куда их могут везти. Они прибывают в лагерь, где эсэсовцы регистрируют их. Тем временем других заключённых заставляют раздеться и заталкивают в «душевую комнату» (то есть газовую камеру). Там после некоторого ожидания их умерщвляют газом. В это время новоприбывшая группа проходит отбор, и «годных» помещают в бараки. Солдат, раздражённый тем, что ребёнок не перестаёт кричать, застреливает его.
Группа заключённых ведёт себя тихо и спокойно, не пытаясь протестовать. Мальчик говорит, что не хочет идти в душ. В то время, как заключённые находятся в душевой комнате, другая группа заключённых-евреев направляется в раздевалку, чтобы провести там уборку. Затем они осматривают вещи, отбирая среди них ценности, в то время как немецкие солдаты пьют Шнапс, обсуждают между собой планы на отпуск и жалуются на неисправности печей. Тем временем можно слышать крики и выстрелы, однако солдаты не обращают на них внимания. Между делом в «душевой комнате» умерщвляют очередную группу заключённых. Когда все погибают, в помещение направляют очередную группу евреев, чтобы они отнесли тела в крематорий.
В конце снова демонстрируются документальные записи — интервью со школьниками. На этот раз некоторые из школьников выглядят более заинтересованными и информированными. Теперь у них есть информация к размышлению. Болл затрагивает в интервью и схожие темы, такие, как геноцид армян, уничтожение советских заключённых в Гулаге во времена сталинских репрессий, а также положение палестинцев. В конце Болл говорит, что за преступные деяния должен отвечать не бог, а сам человек, и от него самого зависит, сможет ли он избежать преступлений.

## Актёры
- Штеффен Меннекес
- Арвед Бирнбаум
- Ник Гольдман
- Алексис Ваверка — заключённый
- Максимилиан Гертнер
- Гарольд Леви — заключённый-дантист
- Уве Болл — охранник газовой камеры

## Съёмки
Болл снимал фильм в феврале-марте 2010 года в Загребе, столице Хорватии. При съёмках использовались декорации фильма-утопии Бладрейн 3: Третий рейх, снятого тем же режиссёром.

## Выпуск
Премьера фильма состоялась 13 февраля 2011 года в Берлине. Ряд критиков бойкотировали премьеру по причине «чрезмерной жестокости».
Фильм вызвал много негативных отзывов критики из-за того, что он слишком натуралистично и буднично описывает быт палачей Освенцима, для которых уничтожение заключённых превратилось в рутинную работу, не более того. Одна из наиболее шокирующих сцен, вошедшая также в трейлер фильма — где охранник, которого сыграл сам Уве Болл, дремлет перед дверью газовой камеры, в которую отчаянно колотят изнутри узники.
В том же 2011 году Болл подал судебный иск против Берлинского кинофестиваля («Берлинале»). Формальным поводом стало то, что режиссёр был вынужден заплатить 125 евро за входной билет. Болл заявил: «Я считаю, что Берлинале не относится одинаково беспристрастно ко всем фильмам. Директор фестиваля Косслик имеет договорённости с крупными студиями и приглашает своих старых приятелей со времён Filmstiftung. Там нет никакой честной конкуренции».